# Wang Fu

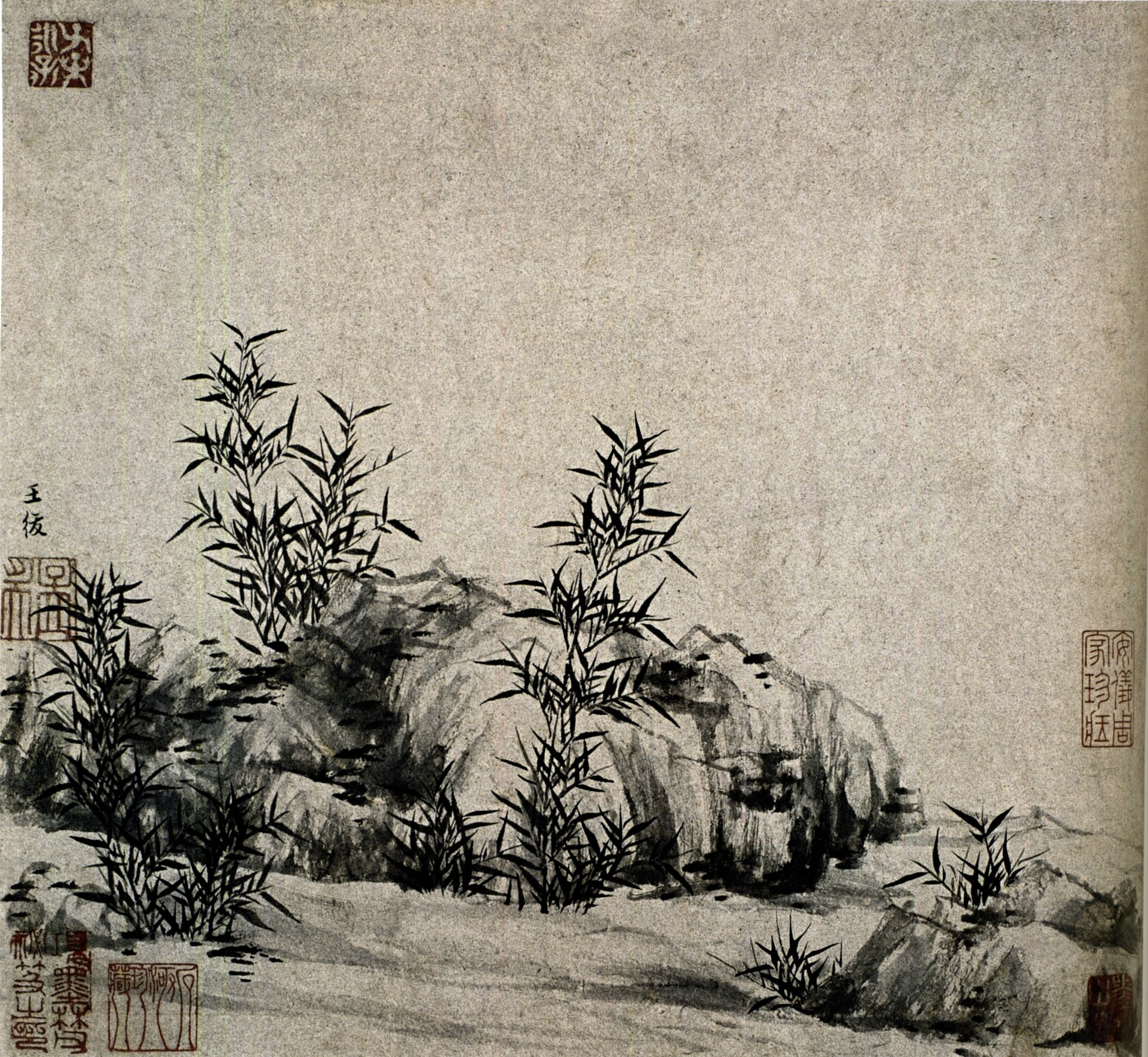
Jonge bamboe met wolken, wortels en penseel door Wang Fu

Wang Fu (Chinees: 王紱; ca. 1362-1416) was een Chinees kunstschilder, kalligraaf en dichter in het Ming-tijdperk. Zijn omgangsnaam was Mengduan (孟端) en zijn artistieke namen Youshi (友石), Jiulong shanren (九龙山人) en Aosou (鳌叟).
Wang Fu werd rond 1362 geboren in Wuxi, in de Chinese provincie Jiangsu. Zijn shan shui-landschappen voerde hij doorgaans uit in de schilderstijl van Wang Meng (1308–1385) of Ni Zan (1301–1374). Daarnaast verwierf Wang Fu bekendheid met zijn bamboeschilderingen in een vrije en onbevangen stijl, die navolging vond bij zijn tijdgenoot Xia Chang (1388–1470).
- CiNii: DA15358653
- International Standard Name Identifier: 0000 0000 6330 0685
- Library of Congress Control Number: n78042278
- National Central Library: 000994877
- Bibliotheek van het Japanse parlement: 00622076
- Nationale bibliotheek van Australië: 36593773
- Nationale Bibliotheek van Israël: 987007449071005171
- Nederlandse Thesaurus van Auteursnamen: 18158915X
- SNAC: w6rn5668
- Trove: 1311582
- Union List of Artist Names: 500327901
- Virtual International Authority File: 48018977
- WorldCat: E39PBJjmTrvmtRyYmBFgG3BMfq